# Джангар (эпос)
«Джангар» (калм. Җаңhр) — калмыцкий фольклорный героический эпос, повествующий о стране счастья и благоденствия Бумбе (Бумба) и подвигах её богатырей. Проникнутый духом героизма и патриотизма, эпос по своим художественным достоинствам относится к лучшим образцам устно-поэтического творчества. «Джангар» и исполнявшие его рапсоды — джангарчи пользовались огромной любовью и уважением в народе. Является историко-геройским произведением.

## История и изучение эпоса
Героический эпос «Джангар» складывался на протяжении многих веков. О дате создания эпоса мнения учёных разошлись. Некоторые исследователи относят её к XIII—XIV векам. Другая группа учёных считают, что эпос был создан в XVII—XVIII веках. История изучения эпоса насчитывает 200 лет.
Самой ранней европейской документированной записью о «Джангаре» считается запись одной песни и легенды о джангарчи, которые опубликовал Вениамин Бергман в 1804 году. В 1855 году А. Бобровниковым была переведена на русский язык одна из глав эпоса. В 1862 году под руководством К. Ф. Голстунского были изданы 2 главы на старокалмыцкой письменности. 10 глав эпоса записаны в 1908 году из уст джангарчи Ээляна Овлы учёным Номто Очировым под руководством В. Л. Котвича. в 1911 г под редакцией А.М. Позднеева Императорским обществом востоковедения опубликована третья глава эпоса на старокалмыцкой письменности.
В 1940 году в СССР отмечалось 500-летие эпоса «Джангар». Казахстанское книжное издательство художественной литературы выпустило в 1940 году перевод «Джангара» отдельным изданием». Редактором издания был Мухтар Ауэзов. На русском языке эпос «Джангар» вышел в издательстве «Художественная литература» в переводе С. Липкина с иллюстрациями В. Фаворского.
В настоящее время существует научная дисциплина «джангароведение», являющаяся одним из профилирующих направлений научной деятельности Калмыцкого института гуманитарных исследований.
В Элисте проводится праздник «Джангариада».

## Сюжет

### Вступление
Эпос повествует о том, что Джангар (Җаңhр) с ранних лет противостоял мангасам и шулмусам, которые нападали на Бумбу — его родную страну. В этих сражениях ему всегда помогал верный конь Аранзал (Арнзл). Однако не всегда ему сопутствовала удача один раз его захватил в плен Шикширги. Когда власть Джангара над Бумбой окрепла, он решил построить роскошный девятиярусный дворец (бумблв) в виде юрты с пятью башнями, украшенный кораллами (шур), жемчугами (сувсн) и стеклами. В этом дворце в шелковом халате и восседал на троне Джангар. Его женой была Шавдал (Шавдл). В управлении Бумбой Джангару помогали мудрец Алтан Цеджи (Алтн Цееҗ) и сын Шикширги Хонгор (Хоңһр; Алый Лев). Соратниками Джангара в бою и сотрапезниками на пиру были Гюзан Гюмбе на вороном коне, Савар (Савр) на рыжем коне, Санал на сером коне.

### Первая песнь
Первая песнь описывает отношения Шикширги и Джангара. Первый уже был старцем,а второй ещё юным богатырем. Однако Джангар проиграл и должен был умереть, но сын Шикширги Хонгор заступился за пленника. Тогда Шикширги дал задание Джангару угнать табун у Алтан Цеджи, но и эта миссия закончилась провалом. Джангар получил стрелу в спину и едва спасся благодаря своему коню Аранзалу. Видя дружбу Хонгора и Джангара Алтан Цеджи убедил Шикширги признать власть нового хана, который объединит степь.

### Вторая песнь
Вторая песнь повествует о сватовстве Хонгора. Невесту зовут Зандан Герел (Зандн Герл: "сандаловый свет"). Она живёт на юго-востоке и является дочерью хана Замбала, где растут сандаловые деревья. Алтан Цеджи предостерегает Хонгора, считая, что за прекрасной внешностью невесты может скрываться бесовское (шулмин) нутро. Для маскировки намерений Джангар сообщает Замбал-хану, что ищет верблюда. Но хан Замбал разгадал намерения пришельцев и серьёзных возражений против Хонгора он не имел, так как тот в себе соединил силу трех бурханов: Махакалы, Очирвани и Зонкавы. Во время этого путешествия Хонгору приходится сражаться с Тёгя Бюсом (Төгә Бүс) на берегу Ганг-океана. Разочаровавшись грубой Зандан Герел, Хонгор берет в жены Герензел.

### Третья песнь
Третья песня повествует о подвиге богатыря Санала, которого Джангар послал в качестве после к Зан-тайше, чьи владения располагались на юго-западе от Бумбы на берегах океана Шартыг. Санал предлагал Зан-тайши платить дань или начать войну. Богатыри Зан-тайши сочли предложение за дерзость и устроили сражение, из которого Санал вышел с честью. Подоспевшее войско Джангара принудило Зан-тайши к капитуляции.

### Четвертая песнь
Четвёртая песнь повествует о Аля Монхля (Аля Моңхла), который попытался похитить 18 тыс. меринов Джангара. Свои действия он объяснял молодецкой удалью: если Джангар мужчина, то он отобьет свои стада, а если трус, то они ему не к чему. Ценой неимоверных усилий, едва не стоивших жизни Савру и Саналу, Хонгор победил Аля Монхля и принудил его к покорности.

### Пятая песнь
В пятой песне к Джангару является посол от Мангна-хана (Манна хаан) и требует ради поддержания мира жену и коня Джангара. Свита повелителя Бумбы онемела, а Джангар спросил совета у Алтан Цеджи. Тот ответил, что ещё его отец соперничал с Мангна-ханом, но едва смог унести ноги с поля битвы. Джангар уже готов пойти на уступки, но Хонгор противится. Посол уезжает ни с чем, а в Бумбе зреет смута. Хонгор решил самолично воевать с Мангна-ханом и его поддержали богатыри-побратимы. Хонгор достиг Эрклю-горы, где под красным флагом стоял вражеские войска и атаковал их. Захватив флаг неприятеля, Хонгор отправил его к Джангару. Здесь богатыри Бумбы подняли свой жёлтый флаг и устремились на помощь Хонгору. Мангна-хан был усмирен и приведен к покорности.

### Шестая песнь
Шестая песнь начинается почти также как и пятая: посланец враждебной страны требует жену Джангара и его коня. Снова Хонгор дерзко осаживает враждебного посла и заслуживает похвалы Джангара. Однако богатырь Савар обижается и уезжает к ханам Шаргули. Тем временем до него доходит слух, что посол не бросал слов на ветер. Хан южной страны Догшон Килган (Догшн Килһн) вторгся в Бумбу, разбил войско Джангара и захватил его самого в плен. Савар настиг врагов у горы Арсланг и освободил пленников. Хан Килган был приведен к покорности

### Седьмая песнь
Седьмая песнь повествует об угрозе со стороны богатыря Бадмин Улана. Джангар рассказывает как в молодости он уже сражался с ним и проиграл. А теперь он вновь собирает рать. Попытка собрать войско для отпора врагу проваливается. Поэтому в дело вступают молодые юноши дети героев: Хошун Улан (сын Хонгора), Аля Шонхор (сын Алтан Цеджи) и Хара Джилган (сын Джангара). Их путь лежит "правей заката" (на северо-запад) через болота. Они уклоняются от сражения и под видом бедняков проникают во дворец Бадмин Улана и начинают ему служить. Улучив момент, Хошун Улан убивает мечом спящего врага.

### Восьмая песнь
На пиру Джангар пытается поймать Хонгора на хвастовстве и спрашивает, мог бы тот победить хана Джилгина? Разгоряченный спором Хонгор отправляется верхом на своем коне Оцол Кеке в путь на юг. Он достигает горы Арсланга, видит стада верблюдов и узнает, что те принадлежат Джилгину. Затем он видит дворец (бәәшң) Джилгина, который гораздо лучше украшен резьбой, чем дворец Джангара. Хонгор понимает, что в открытом бою с противником не спрятаться. Захватив жену врага, Хонгор подбирается к самому Джилгину, ранит его и берет в плен. Затем, спасаясь от преследователей, он пересекает реку Арта-Зандан и оказывается в Бумбе. Однако Джилгингу удается бежать, прихватив с собой пленного. Новое противостояние завершилось примирением двух держав.

### Девятая песня
Девятая песня начинается с печали Джангара относительно возможного нападения турецкого султана (Түрг Алтн хан) с Запада. В качестве превентивной меры Джангар посылает в поход своего вассала Мингйана (Миңъян), который некогда был независимым правителем в районе горы Минг, но потом признал власть Джангара. Путь Мингйана лежал через горячие пески. Дальше он встретил девушку с кувшином на плече, которая помогла преодолеть преграду из частокола копий ("железных копий густые леса"). После этого он увидел прекрасных турецких лошадей (мөрн), могли скакать быстрее степных беркутов. Мингйяну с помощью колдовства удается угнать табун турецких лошадей на восток. Турецкому султану пытаются помочь Тёга Бюс и Цаган. Между турецким султаном и богатырями Бумбы начинается бой, который завершается примирением. Турецких лошадей возвращают султану.

### Десятая песнь
В десятой песне угроза Джангару исходит от хана Кюрмена (Күрмн хан), который обитает к северо-западу от Бумбы. В свое время Кюрмен победил отца Джангара хана Узюнга. Спасителем отечества вызывается быть Мингйян. Алтан Цеджи дает ему ценные советы как одолеть небесного верблюда Хавсала (Хавсл), женоподобных шулмусов и лютых ос. У Кюрмена в служанках живёт родственница Джангара, которая и должна помочь Мингйану. Богатырь убивает Хавсала и уклоняется от встреч с шулмусами и осами. С помощью служанки Мингйян проникает в спальню к Кюрмену и наносит ему ранение своим клинком. В процессе отхода Мингйян убивает телохранителя Кюрмена Мергена (Мергн). Песня завершается мирным договором и возвращением Кюрмена в свою страну.

### Одиннадцатая песнь
Устав от власти Джангар оставляет трон Бумбы, передает свои полномочия Хонгору и удаляется на юго-восток. Поскольку не все хотят признавать нового правителя, в стране зреет смута. Этим и желает воспользоваться правитель шулмусов Шара Гюргю. Его войско разоряет страну и разрушает дворец Бумбы. Хонгор получает ранение стрелой. Верный конь спасает своего хозяина. Попытка реванша приводит Хонгора в плен. Тем временем в чужом краю Джангар находит себе новую жену и у него родится сын Шовшур. Они уединенно живут в лесно глуши. Однажды на него выходит отряд Гюзан Гюмбе, который возвращается от восточных ханов Жёлтой Реки (Шар һолы). Алтан Цеджи дарит Шовшуру синюю стрелу и тот передает её своему отцу Джангару. Герои решают возвратиться на север, на берега Иртыша, в родную Бумбу.

## Мир эпоса «Джангар»
Родиной Джангара называется страна Бумба, иногда именуемая страной великанов. Эта страна лежала на берегу океана Ерген Шартыг (Шартг), в который впадала Домбо-река (Домб Һол). Существует версия, что океан Шартыг — это Аральское море. В третьей песне, повествующей о подвиге богатыря Санала, океан Шартыг лежит на юго-западе от Бумбы. Там лежат владения Зан-тайши (Зан Тәәҗ хан). На юго-востоке от Бумбы расположен Ганг-океан (Мөңгн Һаңг).
Растительность была преимущественно степная, хотя отдельно упомянуты тополя (улас). Объектом охоты местных богатырей были сайгаки.

## Быт персонажей эпоса
Началом и концом повествования песен эпоса обыкновенно служит пир (нәр), во время которого участники обмениваются мнениями и пьют арзу (молочная водка) из пиалы (шаазц). Для освещения помещения использовался зул (светильник), а для украшения ковер (кевс). Сидели обыкновенно на подушках. Широкое распространение имела походная юрта (хош, чачр).
Из одежды чаще всего упоминается бешмет (бушмуд), рубашка (киилг), халат (лавшг), шубы (девл), штаны (шалвр — ср. шаровары) и сапоги (һосн).
В качестве топлива для очага персонажи используют кизяк (арһсн). Из оружия упомянуты метательное копье (арм), пика (җид), сабля (мишл, селм), меч (үлд: ср. монг. Илд), лук (саадг) и топор (балта), а также шлем (дуулх) и доспехи (лувц, хуйг — ср. куяк).

## Буддийские мотивы в эпосе
В эпосе упоминаются такие буддийские персонажи как Майдера (Мәәдр), Махакала (Маха-һал), лама Зунква (Зуңква) и Очир-вани (Очр-Вани). Богатыри обращаются за благословением к ламам. Простые буддийские монахи известны как гелюнги (гелң). Упомянуты хурулы и практика их обхождения. Из буддийских мифологических персонажей упоминается птица гаруда, которая по-калмыцки пишется как орел (һэрд).

## Персонажи эпоса

### Протагонисты
- Джангар (Җаңhр) — хан, правитель страны Бумба, сын Узюнг-хана[9] (Үзң), внук Тангсык-Бумбы-хана (Таңсг Бумб хаан). Конь Джангара — Аранзал (Арнзл).
- Шавдал (Шавдл: «пальма» или «персик») — жена Джангара, дочь Ном Тегиса (Ном Төгс). В монгольской версии её имя звучит как Авай Гэрэл[10].
- Алтан Цеджи (Алтн Чееҗ: «Золотая Грудь») — мудрец, ясновидец (күңкән) и сподвижник Джангара. В свое время Алтан Цеджи едва не убил Джангара стрелой, когда тот в молодости пытался украсть табун его лошадей.  Конь Алтан Цеджи — Аксаг Улман (Агсг Улан). У Алтан Цеджи есть сын Аля Шонхор («своевольный кречет»).
- Хонгор (Хоңһр: «Рыжеволосый», Алый Лев) — богатырь и сподвижник Джангара, сын Шикширги (ШигшрҺ). Жена Хонгора — Герензел, дочь хана Догшин Цаган Зула. Часто он возражает Джангару и демонстрирует больше смелости на грани безрассудства. Конь Хонгора — Оцол Кеке.
- Мингъян (Миңһян) — богатырь и сподвижник Джангара. Он «идеал мужской красоты»[10] (Сәәхн). Конь Мингъяна — Алтан Шарга.
- Санал (Догшн Хара Санал: Строгий Смуглолицый Санал) — богатырь и сподвижник Джангара. Его конь — Бурул-Галзан (серой масти).
- Савар (Күнд Һарта Савр, Кюнде Гарта Савар: Савар Тяжелорукий[10])  — богатырь и сподвижник Джангара. Иногда он демонстрирует обидчивость. Его конь рыжей масти.
- Гюзян-Гюмбе (Гүзн Гүмб: «круглый живот») — богатырь и сподвижник Джангара. Его конь вороной масти.

### Антагонисты
- Бадмин Улан («красный лотос») — живёт в золотом дворце на северо-западе. Герои называют его мангасом. Путь к нему ведет через болота и занимает 90 дней. Живёт он в горной местности. С ним сражается Хошун Улан (сын Хонгора).
- Зан-тайджи-хан — живёт на юго-западе. У него черно-пестрое знамя. На его стороне воюет богатырь Одон Цаган ("Белая Звезда"). С ним сражается Санал.
- Килган-хан — живёт на юге, в окрестностях горы Арсланг. С ним сражается Савар.
- Кюрмен-хан — живёт в золотом дворце на северо-западе. Путь к нему занимает 90 дней. До поры дор времени его охраняет амулет (мирд). Его охраняет барс и медведь (өтг). С ним сражается Мингъян.
- Мангна-хан — живёт на востоке, в окрестностях Алаг-Эрдэнэ. У него красное знамя. С ним сражается Хонгор.
- Тюрк Алтан-хан («турецкий султан», в переводе  С. Липкина) — любит пить чай. Живёт на западе. На его стороне воюет богатырь Тегя Бюс. С ним сражается Мингъян.
- Хара Джилган-хан — владеет табунами верблюдов на юге, за рекой Арта-Зандан. С ним сражается Хонгор.
- Шара Гюргю (Шар Гүргү) — повелитель шулмусов.

## «Джангар» в Китае
Эпос «Джангар» вместе с монгольским эпосом «Гэсэр» и киргизским «Манасом» известны как три главных эпоса этнических меньшинств Китая.
На сегодняшний день в Китае и Монголии собрано и записано более 60 томов, длиною около 100 000 строк.
20 мая 2006 года «Джангар» был включен в первую партию национального списка нематериального культурного наследия Китая.
В 2014 году Дворец культуры и искусства «Джангар» был открыт в Хобоксар-Монгольском автономном уезде, в Джунгарии, которая традиционно считается местом зарождения эпоса.

### Издания
- Калмыцкий эпос «Джангар» / редакция, вступ. статья и примеч. В. А. Закруткина. – Ростов-на-Дону: Рост.обл. кн. изд-во, 1940. – 272 с.
- Джангар Калмыцкий эпос / пер. С. Липкина. – Москва: Изд. художественной литературы, 1958. 2-е изд. - 360 c.
- Джангар. Калмыцкий народный эпос. М. 1983.

### Исследования
- Биткеев Н.Ц. Калмыцкий героический эпос "Джангар". Проблемы типологии национальных версий. Элиста, 1990. - 154 с.
- Пюрбеев Г.Ц. Эпос «Джангар»: культура и язык. Элиста: Калм. кн. изд- во, 1993. - 128 с.
- Пюрвеева, Н.Б. Поэтика героического эпоса "Джангар". Элиста. 2003. (автореферат диссертации по филологии, специальность ВАК РФ 10.01.09)
- Хабунова, Е.Э. Героический эпос "Джангар": поэтические константы богатырского жизненного цикла. Элиста, 2007 (автореферат диссертации по филологии, специальность ВАК РФ 10.01.09)
- Селеева Ц.Б. Указатель тем калмыцкой и синьцзян-ойратской версий эпоса «Джангар». Элиста: КИГИ РАН. 2013. – 276 с.